# Spiceland (Indiana)
Spiceland es un pueblo ubicado en el condado de Henry en el estado estadounidense de Indiana. En el Censo de 2010 tenía una población de 890 habitantes y una densidad poblacional de 683,16 personas por km².

## Geografía
Spiceland se encuentra ubicado en las coordenadas 39°50′15″N 85°26′16″O / 39.83750, -85.43778. Según la Oficina del Censo de los Estados Unidos, Spiceland tiene una superficie total de 1.3 km², de la cual 1.3 km² corresponden a tierra firme y (0%) 0 km² es agua.

## Demografía
Según el censo de 2010, había 890 personas residiendo en Spiceland. La densidad de población era de 683,16 hab./km². De los 890 habitantes, Spiceland estaba compuesto por el 98.54% blancos, el 0.11% eran afroamericanos, el 0% eran amerindios, el 0.22% eran asiáticos, el 0% eran isleños del Pacífico, el 0.67% eran de otras razas y el 0.45% pertenecían a dos o más razas. Del total de la población el 0.67% eran hispanos o latinos de cualquier raza.